# 越山康
越山 康（こしやま やすし、1932年12月20日 - 2009年11月27日）は、東京都出身の日本の法律家、弁護士。

## 来歴
東京都生まれ。成城学園高等学校、東京大学法学部卒業。
司法修習生時代の1962年、参議院選挙でのいわゆる「一票の格差」をめぐる訴訟を全国で初めて提起し、最高裁判所大法廷まで争うも敗訴した。その後も弁護士活動を通じて20件以上の提訴を起こした。1972年と1983年の衆議院選挙について、最高裁判所で違憲判決を得ている。
羽織・袴と口髭を生やして出廷する姿が、彼のトレードマークであったという。
2009年11月27日、中咽頭ガンのため76歳で死去。

## 著書
- M. L. バリンスキー/H. P. ヤング 『公正な代表制──ワン・マン—ワン・ヴォートの実現を目指して──』越山康監訳・一森哲男訳（千倉書房 1987年）